# Owstwick
Owstwick är en by i civil parish Roos, i distriktet East Riding of Yorkshire, i grevskapet East Riding of Yorkshire, i England. Byn är belägen 9 km från Hedon. Owstwick var en civil parish 1866–1935 när blev den en del av Roos. Civil parish hade 81 invånare år 1931. Byn nämndes i Domedagsboken (Domesday Book) år 1086, och kallades då Hosteuuic/Osteuuic.